# 17 martie
ianuarie • februarie • martie  • aprilie  • mai  • iunie  • iulie  • august  • septembrie  • octombrie  • noiembrie  • decembrie
17 martie este a 76-a zi a calendarului gregorian și ziua a 77-a în anii bisecți. Mai sunt 289 de zile până la sfârșitul anului.

## Evenimente

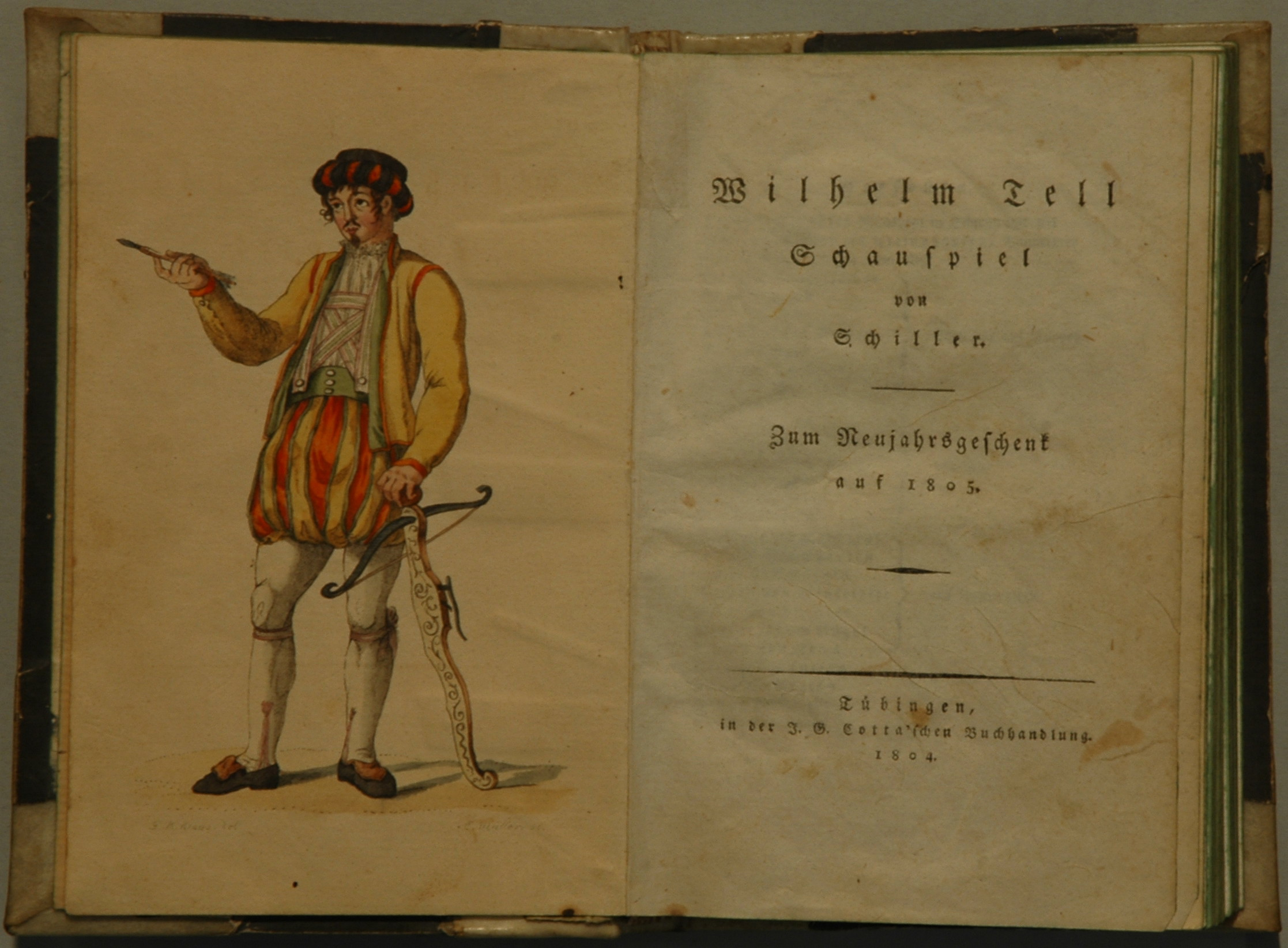
1804: Piesa lui Friedrich Schiller Wilhelm Tell are premiera mondială la Teatrul Curții din Weimar sub conducerea lui Johann Wolfgang von Goethe, care este directorul teatrului la acea vreme.

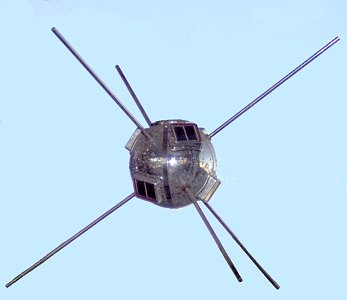
1958: Satelitul Vanguard 1, primul satelit alimentat cu energie solară, este lansat pe orbita Pământului de către Laboratorul de Cercetare Navală al Statelor Unite. Deși comunicațiile cu satelitul s-au pierdut în 1964, acesta rămâne cel mai vechi obiect fabricat de om aflat pe orbita Pământului.

- 45 î.Hr.: În ultima sa victorie, Iulius Caesar învinge forțele lui Pompei, conduse de Titus Labienus și Pompei cel Tânăr, în bătălia de la Munda.
- 0180: Împăratul Marcus Aurelius moare lăsându-l pe Commodus, în vârsta de 18 ani, împărat al Imperiului Roman.[1]
- 0455: Petronius Maximus devine, cu sprijinul Senatului roman, împărat al Imperiul Roman de Apus; o obligă pe Licinia Eudoxia, văduva predecesorului său, Valentinian al III-lea, să se căsătorească cu el.[2]
- 1756: La New York este celebrată pentru prima dată Ziua Sfântului Patriciu (St. Patrick's Day).
- 1804: Piesa lui Friedrich Schiller Wilhelm Tell are premiera mondială la Teatrul Curții din Weimar sub conducerea lui Johann Wolfgang von Goethe, care este directorul teatrului la acea vreme.[3]
- 1826: Guvernul rus trimite un ultimatum la Constantinopol cerând aplicarea tratatului de la București din 1812 și negocieri la Akkerman pentru rezolvarea diferendelor.
- 1861: Italia: Statele peninsulei și Regatul celor Două Sicilii au fost unite de regele Victor Emmanuel al II-lea.
- 1866: A început să funcționeze Banca României, creată prin transformarea Băncii Imperiului Otoman sub numele de “Bank of Roumania”. Primul președinte al Consiliului de administrație a fost Ion Ghica.
- 1891: Transatlanticul britanic  SS Utopia se ciocnește de nava de luptă blindată HMS Anson în Golful Gibraltar și se scufundă, ucigând 562 din cei 880 de pasageri aflați la bord.[4]
- 1901: Cele 71 de tablouri ale pictorului olandez, Vincent van Gogh, sunt expuse la galeria Bernheim-Jeune din Paris la 11 ani de la moartea sa, au creat senzație.
- 1939: Al Doilea Război Chino-Japonez: Începe Bătălia de la Nanchang între kuomintang și japonezi.
- 1948: A fost semnat, la Bruxelles, actul de naștere al Uniunea Europei Occidentale, de către Belgia, Franța, Luxemburg, Olanda și Marea Britanie. UEO, singura organizație europeană cu componență de apărare înființată în perioada Războiului Rece.[5]
- 1950: Cercetătorii de la Universitatea Berkeley din California anunță crearea elementului 98, pe care îl numesc „californiu”.[6]
- 1957: Președintele statului Filipine, Ramon Magsaysay, și alte 24 de persoane, mor într-un accident de avion la Cebu, Filipine.
- 1958: Satelitul Vanguard 1, primul satelit alimentat cu energie solară, este lansat pe orbita Pământului de către Laboratorul de Cercetare Navală al Statelor Unite. Deși comunicațiile cu satelitul s-au pierdut în 1964, acesta rămâne cel mai vechi obiect fabricat de om aflat pe orbita Pământului.[7]
- 1959: Tenzin Gyatso, al 14-lea Dalai Lama, liderul spiritual al Tibetului, fuge din țară, autoexilându-se în India, după o răscoală armată nereușită a populației tibetane.
- 1969: Golda Meir devine prima femeie prim-ministru al statului Israel.
- 1991: Într-un test antidoping, fotbalistul Diego Maradona a fost descoperit că consuma cocaină. Contractul său cu SSC Napoli va fi reziliat și va primi o suspendare de 15 luni.
- 1992: Un referendum pentru a pune capăt apartheidului în Africa de Sud este adoptat cu 68,7% la 31,2%.
- 2005: S-a născut Maria Bianca Axinte.

## Nașteri
- 1686: Jean-Baptiste Oudry, pictor francez (d. 1755)
- 1704: Charles Cavendish,  nobil englez, om politic și om de știință (d. 1783)
- 1741: William Withering, medic, botanist, geolog, chimist, micolog și mineralog englez (d. 1799)
- 1751: Anders Dahl, botanist suedez (d. 1789)
- 1819: Alecu Russo, revoluționar pașoptist, poet, prozator, eseist, critic literar român (d. 1859)
- 1834: Gottlieb Daimler, inginer, inventator german (d. 1900)
- 1856: Mihail Vrubel, pictor rus (d. 1910)

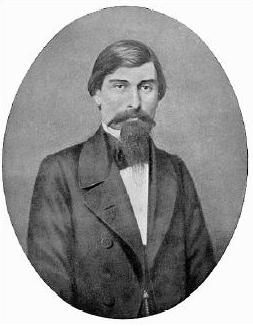
Alecu Russo, revoluționar pașoptist, poet, prozator român
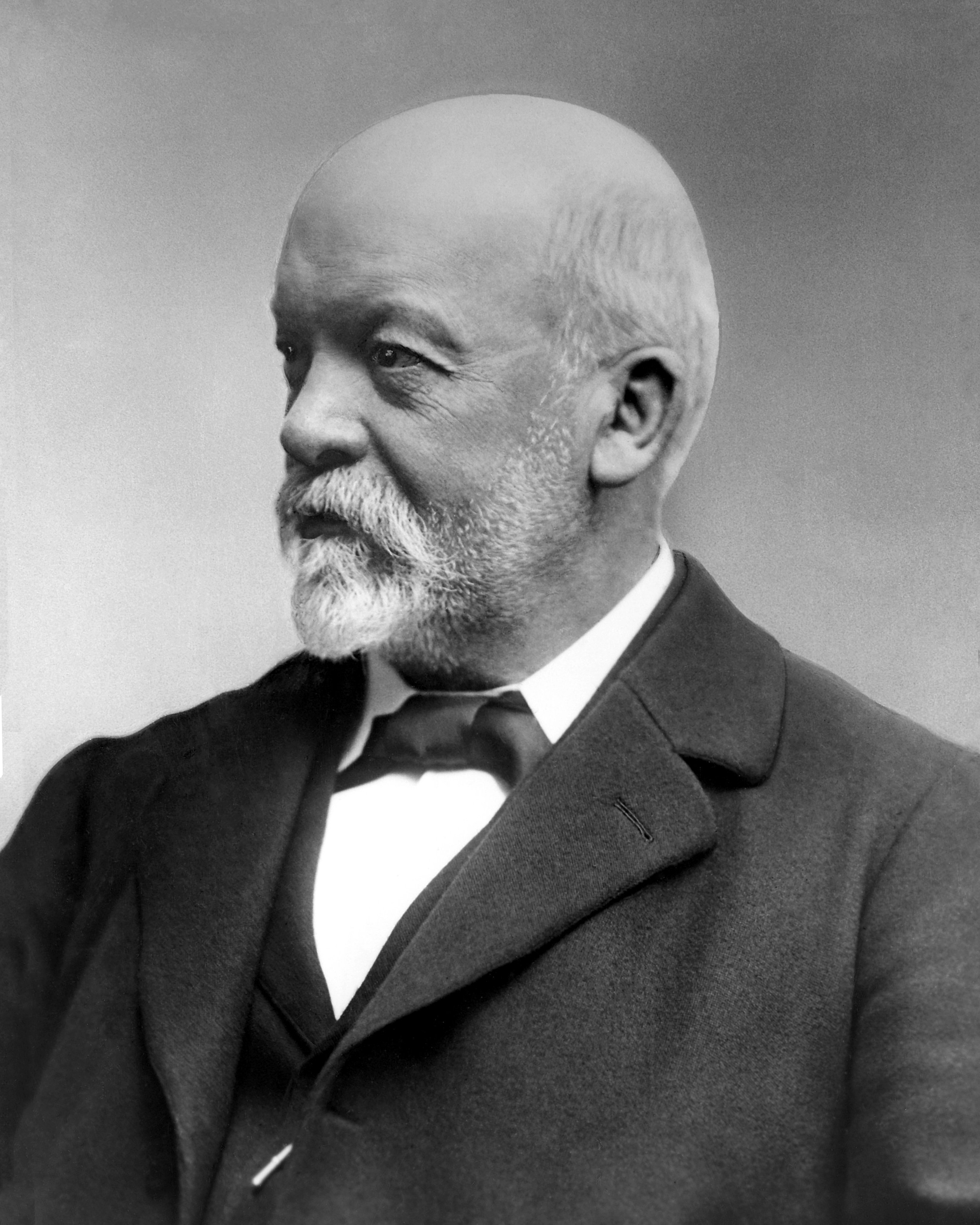
Gottlieb Daimler, inginer, inventator german
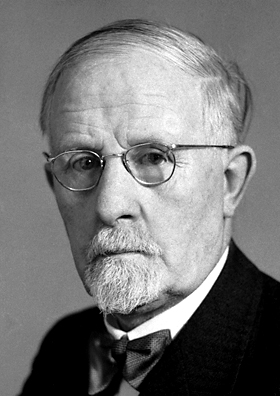
Walter Rudolf Hess, fiziolog elvețian, laureat Nobel

- 1862: François-Rupert Carabin, artist francez (d. 1932)
- 1862: Charles Laval, pictor francez (d. 1894)
- 1881: Walter Rudolf Hess, fiziolog elvețian, laureat al Premiului Nobel (d. 1973)
- 1883: Urmuz (Demetru Dem. Demetrescu-Buzău), scriitor român (d. 1923)
- 1886: Prințesa Patricia de Connaught (d. 1974)
- 1906: Brigitte Helm, actriță germană (d. 1996)
- 1919: Nat King Cole, pianist, compozitor, interpret de jazz, cântăreț și actor de film american (d. 1965)
- 1930: James Irwin, astronaut american (d. 1991)
- 1938: Rudolf Nureev, balerin și coregraf rus (d. 1993)
- 1939: Giovanni Trapattoni, fotbalist și antrenor italian
- 1943: Tony Newman, baterist englez
- 1944: Dan Nuțu, actor român

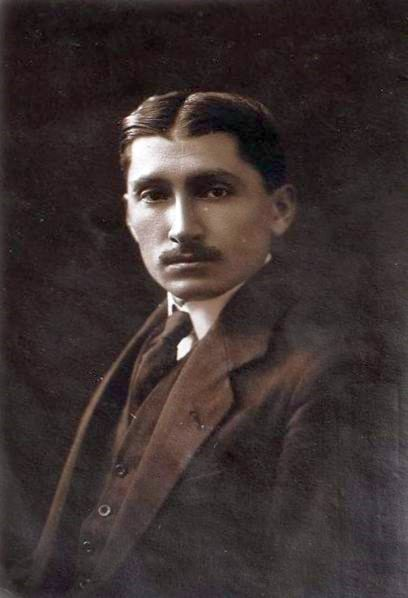
Urmuz, scriitor român
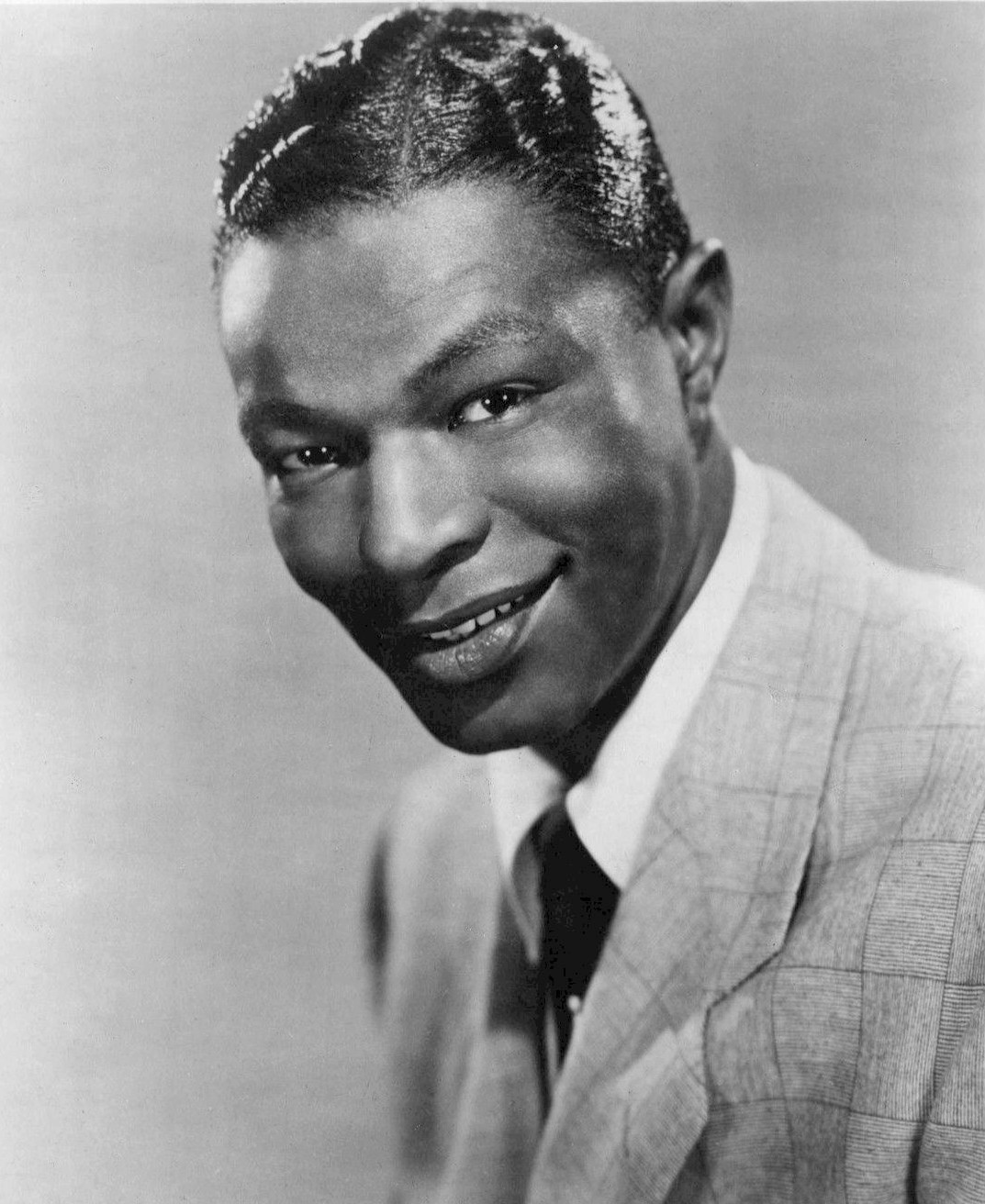
Nat King Cole, pianist, compozitor american
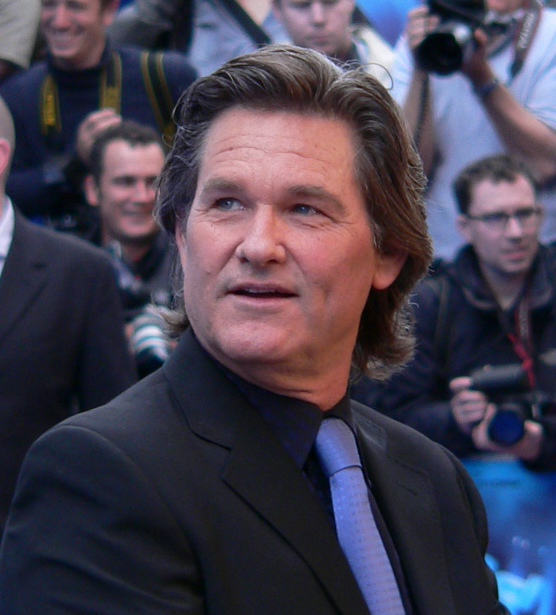
Kurt Russell, actor american

- 1949: Brândușa Prelipceanu, jurnalistă și traducătoare română (d. 2002)
- 1951: Kurt Russell, actor american
- 1951: Sydne Rome, actriță americană
- 1969: Ilie Bolojan, politician român, fost primar al municipiului Oradea
- 1976: Iulian Arhire, fotbalist român
- 1981: Liviu Vârciu, actor, cântăreț, prezentator de televiziune român, fondator al trupei L.A.
- 1985: Iulia Biriukova, scrimeră rusă
- 1991: George Alexandru Palamariu,  canotor român

## Decese
- 45 î.Hr.: Titus Labienus, general roman (în bătălie)
- 0180: Marcus Aurelius, împărat roman (n. 121)
- 0493: Sfântul Patriciu, patron al Irlandei
- 1040: Harold Picior-de-Iepure, rege al Angliei (n. 1015)
- 1516: Giuliano de Medici, nobil italian, fiu al lui Lorenzo de Medici (n. 1479)
- 1696: Élisabeth Marguerite d'Orléans, ducesă de Guise (n. 1646)
- 1736: Giovanni Battista Pergolesi, compozitor italian (n. 1710)

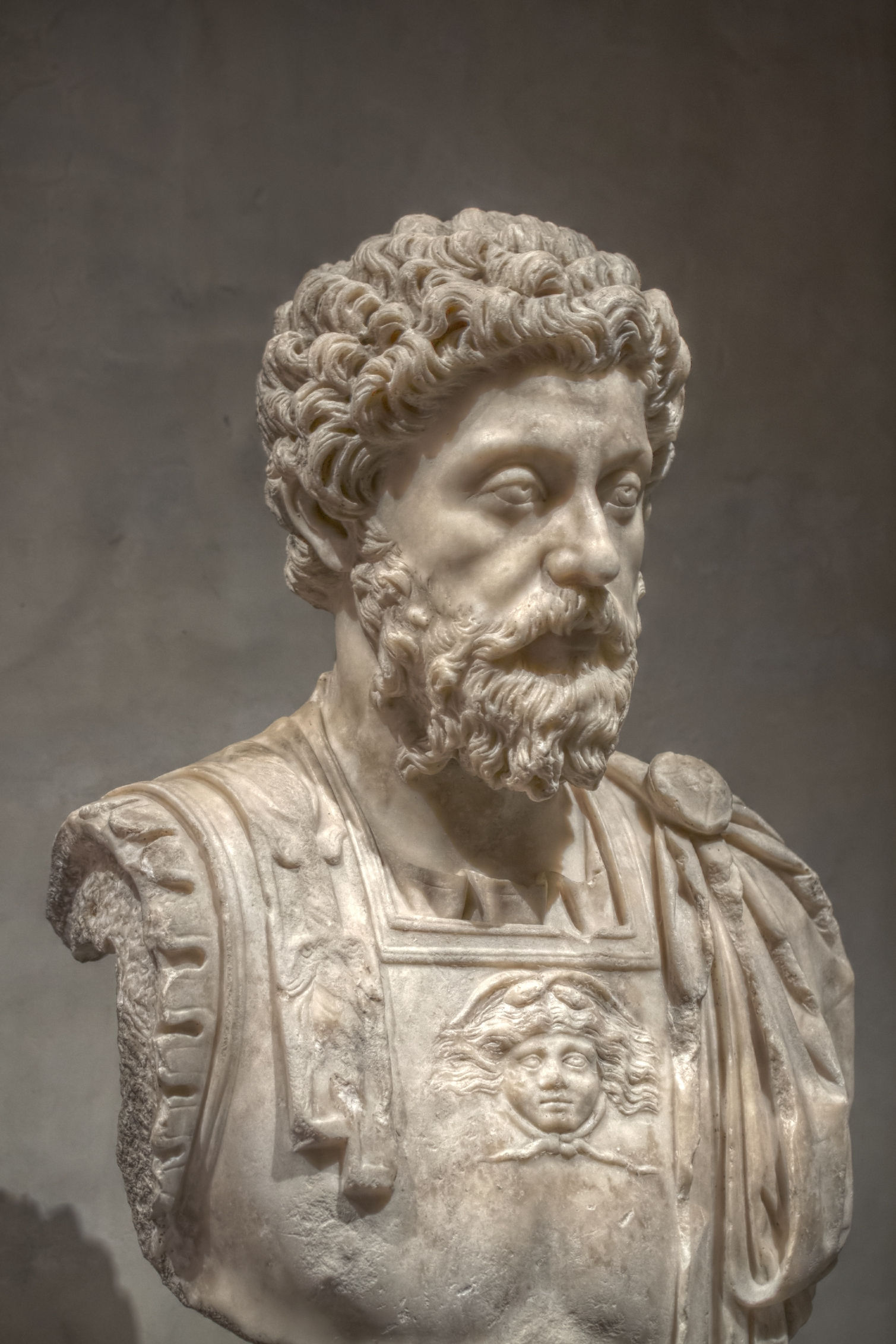
Marcus Aurelius, împărat roman
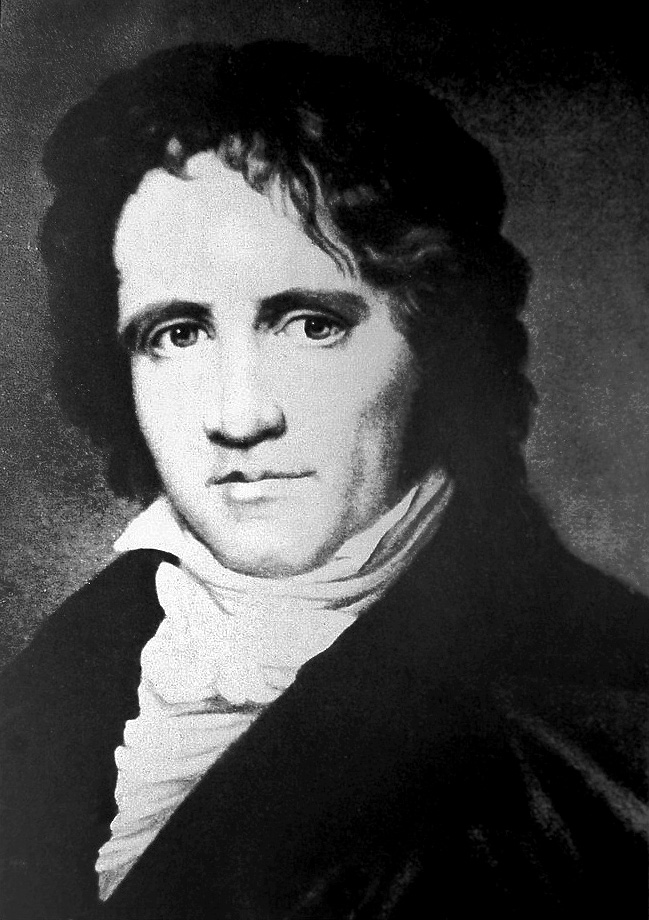
Friedrich Wilhelm Bessel, matematician și astronom german
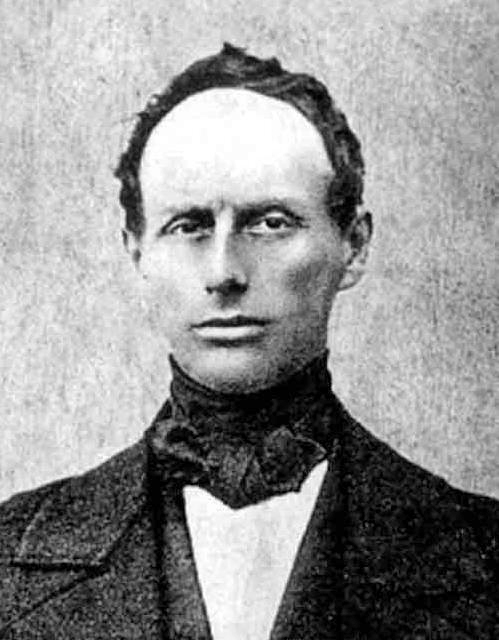
Christian Doppler, fizician, matematician austriac

- 1782: Daniel Bernoulli, matematician de origine germană (n. 1700)
- 1826: Georg Franz Hoffmann, medic, botanist, micolog și ilustrator german (n. 1760)
- 1831: Napoleon Louis Bonaparte, fiu al lui Louis Napoléon (n. 1804)
- 1845: Pierre François Marie Auguste Dejean, entomolog francez (n. 1780)
- 1846: Friedrich Bessel, matematician și astronom german (n. 1784)
- 1849: Willem al II-lea al Țărilor de Jos (n. 1792)
- 1853: Christian Doppler, fizician, matematician austriac (n. 1803)
- 1862: Fromental Halévy,  compozitor francez (n. 1799)
- 1891: Napoléon Joseph Charles Paul Bonaparte, fiu al lui Jérôme Bonaparte (n. 1822)
- 1904: Prințul George, Duce de Cambridge, membru al familiei regale britanice (n. 1819)
- 1917: Franz Brentano, filosof german (n. 1838)
- 1918: John Antoine Nau, scriitor american de origine franceză, câștigător al Premiului Goncourt în 1903 (n. 1860)
- 1940: Henri Alphonse Barnoin, pictor francez (n. 1882)
- 1941: Nicolae Titulescu, diplomat, jurist, profesor și politician român, în repetate rânduri ministru al afacerilor străine, ministru plenipotențiar, fost președinte al Ligii Națiunilor, membru titular al Academiei Române (n. 1882)
- 1951: Karl Albrecht de Austria, arhiduce de Austria (n. 1888)
- 1956: Irene Joliot-Curie, fiziciană, chimistă franceză, laureată a Premiului Nobel (n. 1897)
- 1958: Henry Malherbe, scriitor francez, câștigător al Premiului Goncourt în 1917 (n. 1886)
- 1960: Hans Mattis-Teutsch, pictor expresionist, sculptor și grafician român de origine germană (d. 1884)
- 1964: Păstorel Teodoreanu (n. Alexandru Osvald Teodoreanu), poet, avocat, publicist și scriitor român (n. 1894)
- 1969: Daniel Vázquez Díaz, pictor spaniol (n. 1882)
- 1976: Luchino Visconti, regizor italian de film (n. 1906)

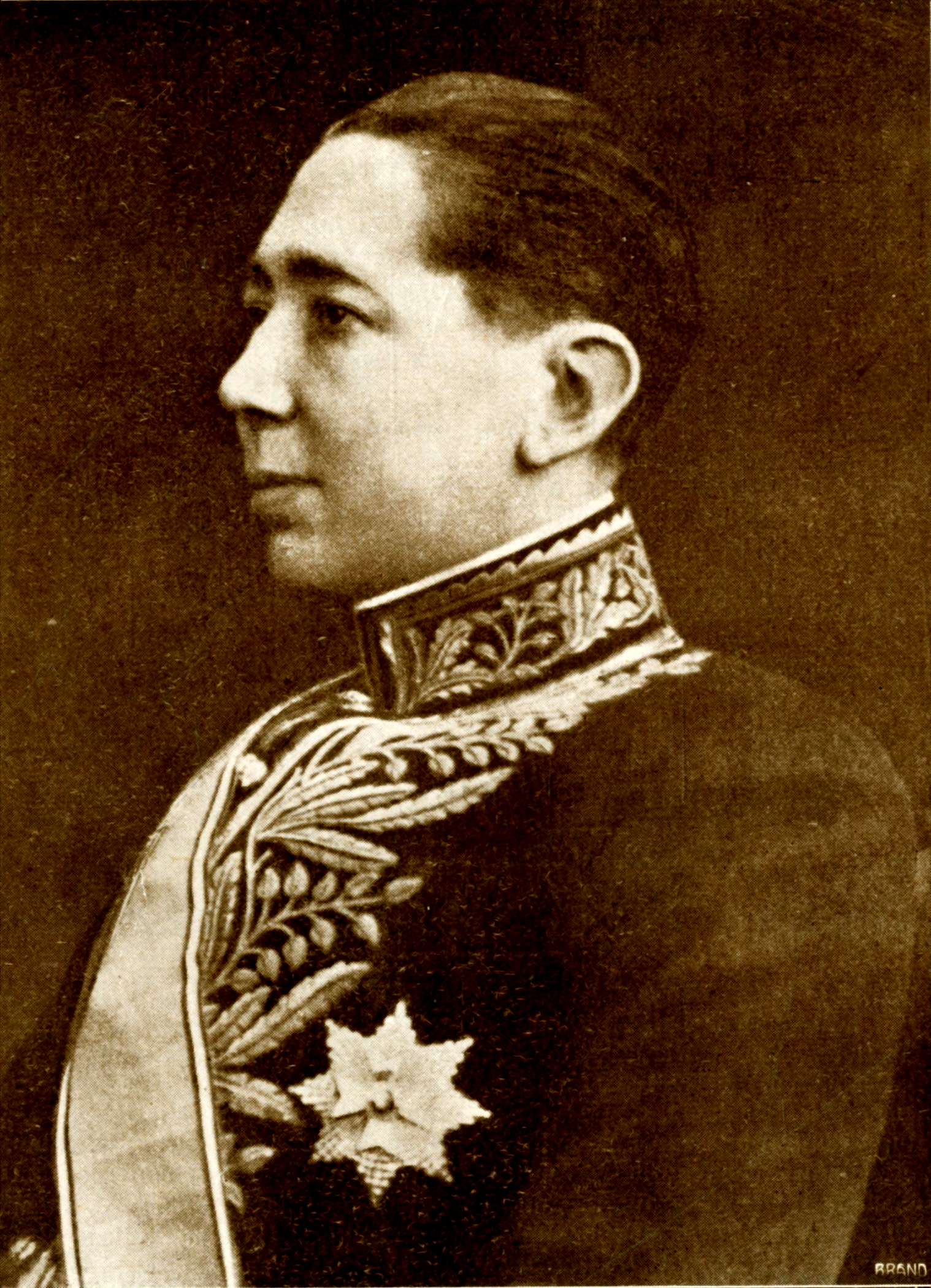
Nicolae Titulescu, diplomat, jurist, profesor și politician român
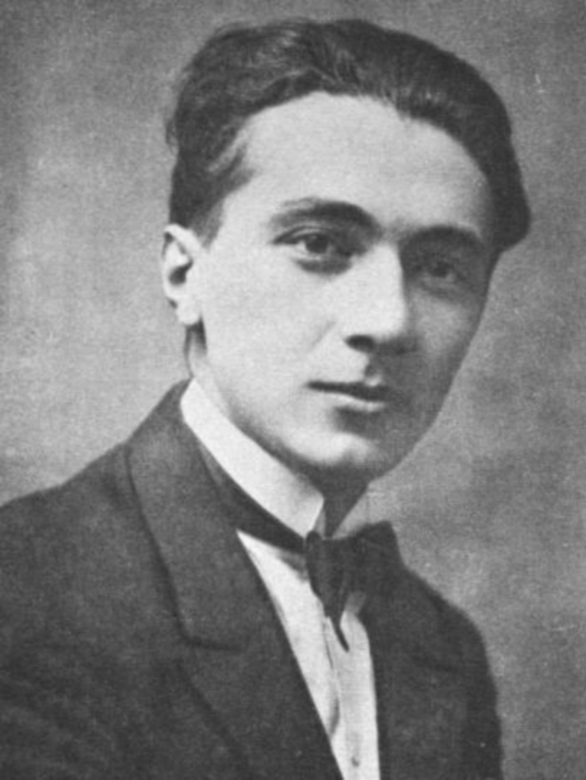
Păstorel Teodoreanu, poet, publicist, avocat și scriitor român
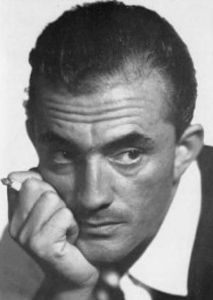
Luchino Visconti, regizor italian

- 1993: Helen Hayes, actriță americană (n. 1900)
- 1993: Bogdan Stugren, biolog, zoolog și ecolog român (n. 1928)
- 2001: Ralph Thomas, regizor englez de film (n. 1915)
- 2007: John Backus, informatician american (n. 1924)
- 2011: Michael Gough, actor britanic (n. 1916)
- 2011: Romul Munteanu, critic, istoric literar și editor român (n. 1926)
- 2012: Shenouda al III-lea, al 117-lea cap al Bisericii Copte Ortodoxe din Alexandria (n. 1923)
- 2016: Solomon Marcus, matematician român (n. 1925)
- 2020: Eduard Limonov, romancier și politician rus (n. 1943)
- 2020: Betty Williams, activistă nord-irlandeză, laureată Nobel (n. 1943)

## Sărbători
- calendar bizantin: Alexie, omul lui Dumnezeu († 412)
- calendar latin: Sf. Patriciu, episcop († 461)
- Irlanda: Ziua națională (Ziua Sfântului Patriciu)